# Corcelles-les-Arts
Corcelles-les-Arts is een gemeente in het Franse departement Côte-d'Or (regio Bourgogne-Franche-Comté) en telt 478 inwoners (2004). De plaats maakt deel uit van het arrondissement Beaune.

## Geografie
De oppervlakte van Corcelles-les-Arts bedraagt 5,4 km², de bevolkingsdichtheid is 88,5 inwoners per km².
De onderstaande kaart toont de ligging van Corcelles-les-Arts met de belangrijkste infrastructuur en aangrenzende gemeenten.

## Demografie
Onderstaande figuur toont het verloop van het inwonertal (bron: INSEE-tellingen).